# GMMTV
GMMTV(태국어: จีเอ็มเอ็มที)은 태국의 텔레비전 제작 회사이다. GMM 그램미의 자회사이기도 하다.